# Guénolé de Landévennec
Pour les articles homonymes, voir Saint Guénolé.
Guénolé de Landévennec, qualifié aussi de saint Guénolé, est un personnage religieux dont la vie nous est parvenue sous forme légendaire. Il aurait vécu à la fin du Ve siècle et au début du VIe siècle en Bretagne et serait décédé vers 532. Il est réputé avoir fondé l'abbaye de Landévennec.
En breton, son nom s'orthographie Gwennole ou Gwenole.
En latin, son nom apparait dans le cartulaire de Landévennec sous la forme Uuingualoeus puis Guingualoeus.
De Guingualoeus dérivent les noms suivants en français : Guénolé, Grimolay, Guignolet, Guingalois, Guingaloué, Guingalan, Guinglin, etc..
Saint Guénolé est également connu dans des textes sous le nom latinisé de Winwaloeus à partir de Winwaloei,, dont dérivent Winnoc ou encore Walloy (dans ce dernier cas à Montreuil dans le Pas-de-Calais).

## Hagiographie

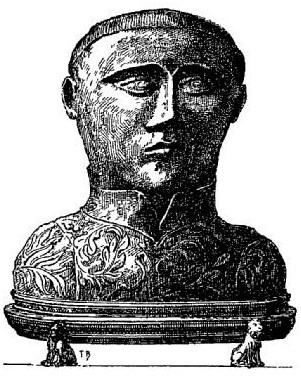
Saint Guénolé (d'après le buste en argent du reliquaire de Locquénolé).

On a parfois, à tort, confondu saint Guénolé avec saint Gwenaël qui fut en réalité son successeur comme abbé de Landévennec.
Son hagiographie est issue de La légende dorée de saint Guénolé ou Vie brève écrite par le moine Clément à Landévennec vers l’an 860.
Son père, saint Fragan, et sa mère, sainte Gwenn, auraient débarqué dans la baie de Saint-Brieuc, venant probablement du pays de Galles, pour se fixer à Ploufragan (Côtes-d'Armor). Guénolé est le troisième fils d'une famille dont les autres enfants sont Clervie, Jacut et Guéthenoc. Il serait né, soit à Ploufragan, soit à Plouguin où est encore montré le lieu supposé de sa naissance (une motte féodale). Encore enfant, il est confié, vers 470, à saint Budoc pour être formé dans l'ermitage de celui-ci, situé sur l'île Lavret, dans l'archipel de Bréhat.
Vers 485, il manifeste le désir de se rendre en Irlande pour vénérer les restes de saint Patrick qui vient de mourir ; l'apôtre lui apparaît en songe pour lui indiquer qu'il est préférable de rester en Armorique pour y fonder une abbaye.
Avec onze autres disciples de saint Budoc, il s'établit dans une autre île appelée Tibidy, qu'on a tenté d'interpréter comme « l'île de la maison de prières », à L'Hôpital-Camfrout, dans la rivière du Faou. « Traversant vers l’ouest les régions de la Domnonée et parvenant donc aux confins des Cornouaillais, il découvrit enfin heureusement un gîte avec ses compagnons susdits dans l’île appelée Thopépigie [Tibidy] » écrit Gurdisten, abbé de Landévennec, dans sa Vie de saint Guénolé.
Selon la légende, au bout de trois ans, Guénolé, ouvre miraculeusement en 490 un passage dans la mer pour aller fonder une nouvelle abbaye sur la rive opposée de l'estuaire, à Landévennec. L'abbaye devient un centre religieux important en Bretagne occidentale ; il y meurt vers 532. La veille de sa mort, il aurait choisi son successeur, célébré une messe et reçu l'absolution.

## LaVita Sancti Winwaloei

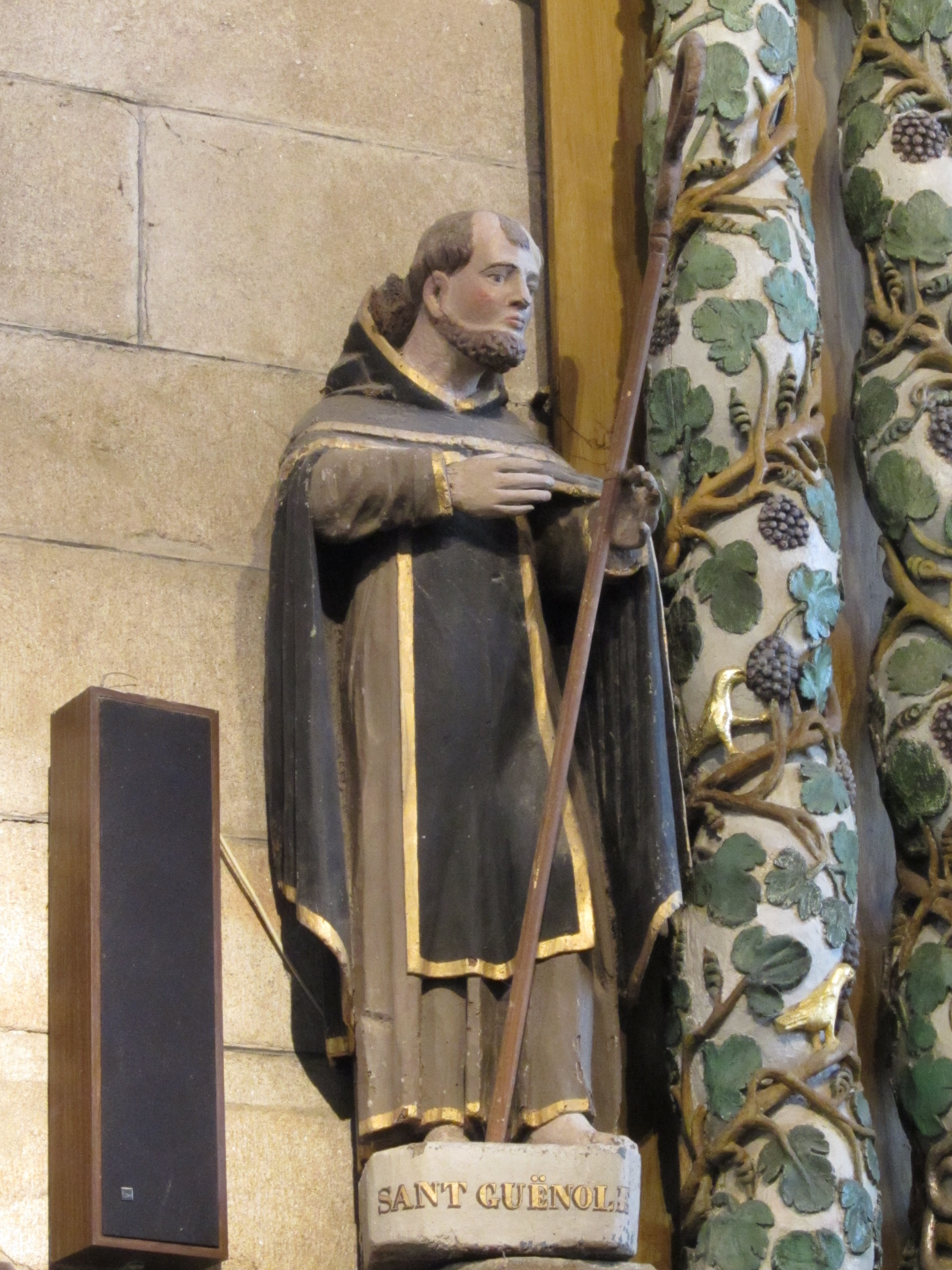
Statue dans l'église de Pleyben (Finistère).

### LesViesrédigée par Gurdisten et le moine Clément
Les sources historiques sont constituées par les Vies rédigées par l'abbé Gurdisten (ou Uurdisten) et le moine Clément. La plus ancienne est un hymne biographique composé par le moine Clément en 24 strophes dans le deuxième tiers du IXe siècle, donc plus de quatre siècles après sa mort. À son tour, l'abbé Gurdisten compose dans le dernier quart de ce même siècle une grande Vita Sancti Winwaloei Cornugallensis en trois livres et qui fut copiée, avec d'autres documents sur l'abbé fondateur du cartulaire de Landévennec, compilé au milieu du XIe siècle et parvenu jusqu'à nous.

### Lavie brève, biographie abrégée
Un autre texte, plus court et qualifié de Vie brève, que l'on connaît par un manuscrit du XIIIe siècle conservé au British Museum, a longtemps été tenu pour la source de Gurdisten qui se serait contenté de l'amplifier, mais de nombreux chercheurs tiennent à présent ce texte pour un simple abrégé de Gurdisten, réalisé entre le Xe et le XIIe siècle dans le nord de la France ou en Grande-Bretagne.

### Une biographie édifiante pour renforcer le pouvoir de l'abbaye
Les textes suivent les règles de l'hagiographie médiévale et s'attardent sur les nombreux miracles attribués à Guénolé (il ressuscite, guérit, convertit, console, fait jaillir une source, etc.). Gurdisten se livre également à de nombreuses digressions pour l'édification de ses moines et de ses lecteurs. Finalement, un ange apparaît au saint pour lui dire que « les habitants du ciel réclament sa présence » et Guénolé meurt, comme saint Benoît de Nursie (et à son exemple) au milieu de ses moines en prières. Justement, Gurdisten trouve le moyen d'insérer le diplôme que l'empereur Louis le Pieux a fait remettre en 818 à un des lointains successeurs du fondateur, l'abbé Matmonoc, pour lui donner l'ordre d'abandonner les usages monastiques celtiques au profit de la règle de saint Benoît.

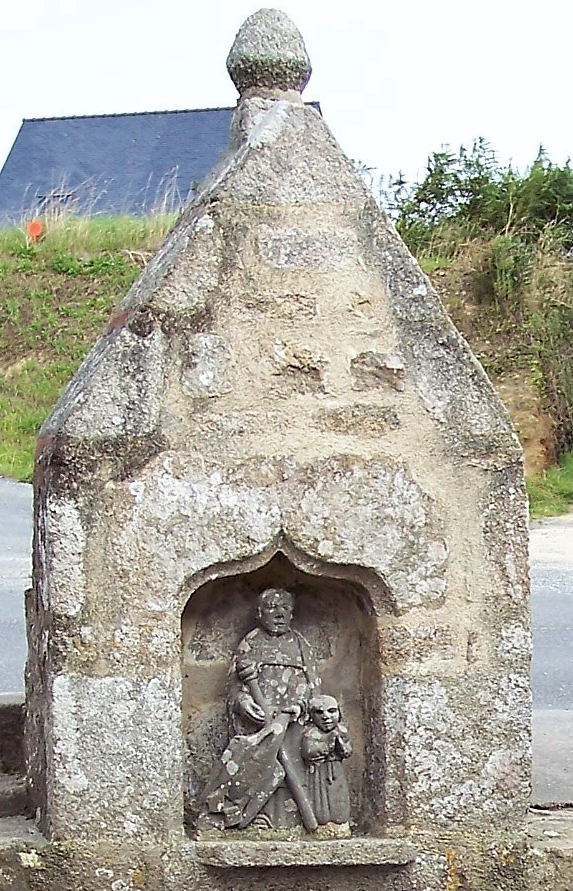
Fontaine saint Guénolé à Saint-Frégant racontant le miracle de l'œil de Klerwi (Clervie).

## Légendes et dévotions
Il existe plusieurs légendes associées à la vie de saint Guénolé. Selon une légende plouguinoise, il aurait accompli un miracle sur la personne de sa petite sœur Clervie lorsqu'elle était très jeune. Un jour, alors qu'une oie s'empara d'un œil de Clervie et le mangea. La fillette rentra chez elle en criant de douleur. Guénolé arriva à la maison familiale et trouva ses parents et sa sœur dans la détresse. Il décida d'aller récupérer l'œil de Clervie. Il se rendit à l'endroit où étaient gardées les oies, repèra un jars au centre du groupe. Il l'éventra et reprit l'œil de sa sœur pour le lui rendre. Il la signa de la croix et celle-ci recouvra la vue. C'est ainsi que Guénolé devint saint Guénolé et le patron des ophtalmologistes.
Une autre légende raconte que, lorsque Fragan, le père de Guénolé, emmena ses trois fils en bateau sur l'île Lavret pour les confier à saint Budoc, les voyageurs furent pris par une brutale tempête. Guénolé la calma par un signe de croix. Depuis, le saint est invoqué pour la quiétude des marins et fait de saint Guénolé le patron des femmes de marins-pêcheurs.
Enfin, Guénolé est également mentionné dans la légende de la ville d'Ys. Le saint reproche au roi Gradlon le luxe de sa cour. Il demande au roi d'abandonner sa fille Dahut durant sa fuite de la cité submergée.
D'autres légendes sont plus localisées. D'après un ouvrage de contes et légendes du Finistère, saint Guénolé représentait l'un des saints  phalliques réputés pour venir en aide aux femmes désespérées par la stérilité, vécue au Moyen Âge et même après, comme une catastrophe : pour les travaux des champs, les paysans avaient besoin de bras. Alors, les femmes dont le ventre ne s'arrondissait pas récitaient leur chapelet et allumaient un cierge devant sa statue. Elles allaient même jusqu'à s'y frotter dévotement le ventre et le jour de sa fête se rendaient en pèlerinage aux sources miraculeuses des chapelles Saint-Guénolé. Sa réputation priapique provient certainement de la confusion de son nom avec le latin gignere signifiant engendrer[réf. nécessaire].
De plus, dans certaines localités comme à Collorec, saint Guénolé se voyait attribuer par la dévotion populaire des vertus de thaumaturge : il donnait de la force aux enfants et les aidait à marcher; il guérissait les verrues, les maux de tête et les névralgies; il était aussi invoqué si un temps pluvieux menaçait les récoltes.

## Lieux de culte

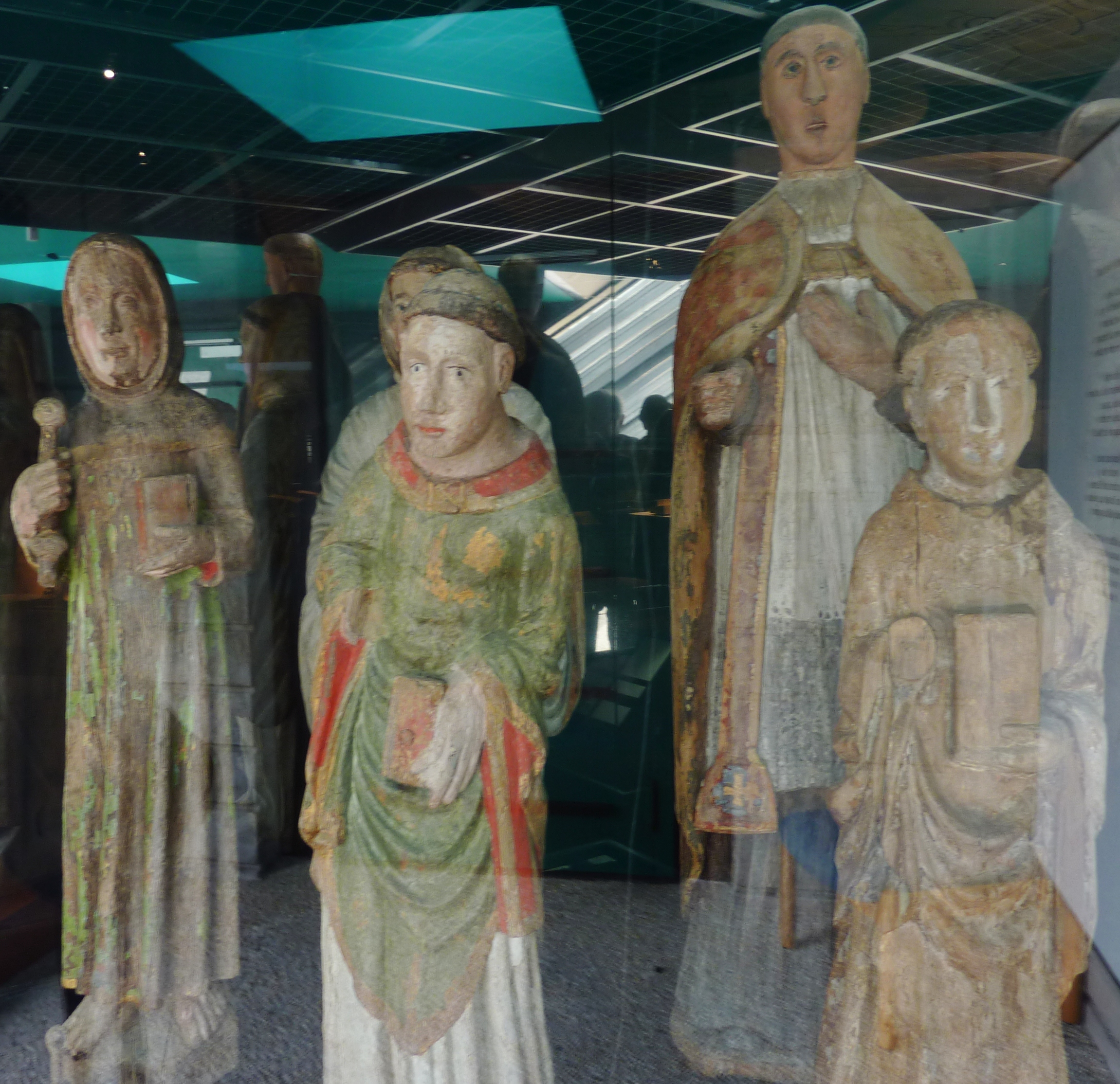
Musée de l'ancienne abbaye de Landévennec : cinq statues de saint Guénolé.

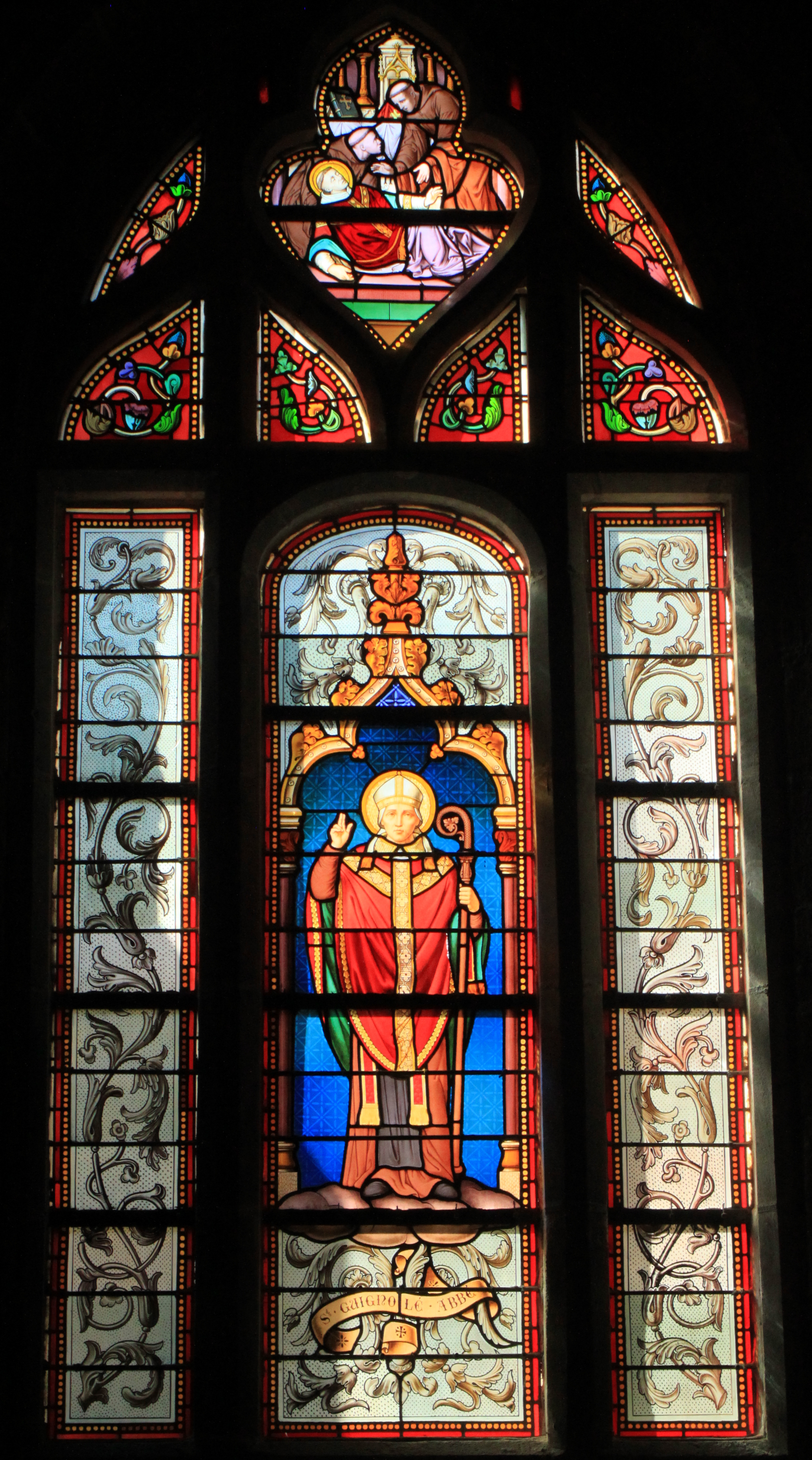
Vitrail de saint Guignolé, abbé, église Saint-Guénolé de Batz-sur-Mer, 1886.

### Bretagne
En premier lieu, l'abbaye de Landévennec est le monastère qu'il est réputé avoir bâti et c'est toujours le principal lieu du culte de saint Guénolé.
Son nom est très présent dans la toponymie en Bretagne. En effet, il est aussi honoré comme patron dans les paroisses où étaient situées des dépendances, souvent des prieurés, de l'abbaye de Landévennec. On peut citer Concarneau, l'Île-de-Sein, Landrévarzec, Batz-sur-Mer, Locunolé, Locquénolé, ou encore Saint-Guénolé en Penmarc'h.
De nombreuses chapelles sont dédiées à saint Guénolé, que ce soit dans les Côtes-d'Armor à Plourac'h, Tonquédec et Trévou-Tréguignec, dans le Finistère à Beg Meil, Briec, Collorec, Ergué-Gabéric, Lopérec, Plougastel-Daoulas, Pouldreuzic et Scaër. À Brest une chapelle Saint-Guénolé subsiste à l'état de ruines sur les bords de la Penfeld; elle était le lieu d'un culte de la fécondité. Mais aussi dans le Morbihan à Carnac, Gourin, Langonnet, Priziac et Quistinic.

### Diffusion du culte lors des attaques normandes
Au Xe siècle, les moines de Landévennec fuient les invasions normandes avec les saintes reliques de Guénolé. Désirant passer en Angleterre, ils s'arrêtent à Montreuil, où le comte Helgaud de Montreuil les convainc de rester ; ils fondent alors, en 926, dans cette ville, un monastère qui devient l'abbaye Saint-Walloy (le "Guénolé" des Montreuillois) et les reliques de saint Guénolé (saint Walloy) resteront à Montreuil jusqu'en 1793, date à laquelle, elles sont brûlées lors d'un autodafé révolutionnaire.
L'exode des moines de l'abbaye de Landévennec lors des invasions normandes explique ainsi qu'il soit honoré ailleurs qu'en Bretagne occidentale. Outre Montreuil (Pas-de-Calais), il est également honoré à la chapelle de Prigny qui se trouve dans la commune la plus méridionale de la Bretagne historique : Les Moutiers-en-Retz, mais aussi à Pierric, où la chapelle contient une statue du saint, ainsi qu'à Château-du-Loir (Sarthe), et à Auville-sur-le-Vey (Manche).

### Angleterre
En Angleterre, on le retrouve à Exeter, Winchester et trois paroisses de Cornouailles britannique portent son nom : Landewednak, To Wednack, Gunwalloe. Sous le nom de saint Winwaloe, il est honoré dans la Church Cove de Gunwalloe, village de la péninsule du cap Lizard.

## Iconographie
Saint Guénolé est généralement représenté soit en simple moine, soit en abbé, mitré ou non, portant le livre de la règle monastique. À Collorec par exemple, une chapelle lui est consacrée, qui contient deux statues le représentant, l'une en abbé avec sa chape, sa couronne monastique, sa crosse et un livre ouvert, l'autre en simple moine sans sa crosse et avec un livre fermé. Une statue représente saint Guénolé en compagnie de sainte Barbe dans la chapelle Saint-Gwénolé à Plourac'h, et le grand vitrail est consacré au saint et à Landévennec. L'attribut de Guénolé est généralement une oie (comme sur la statue de l'abbaye de Landévennec et celle de la fontaine de Saint-Frégant).

### Galerie

Statues de saint Guénolé
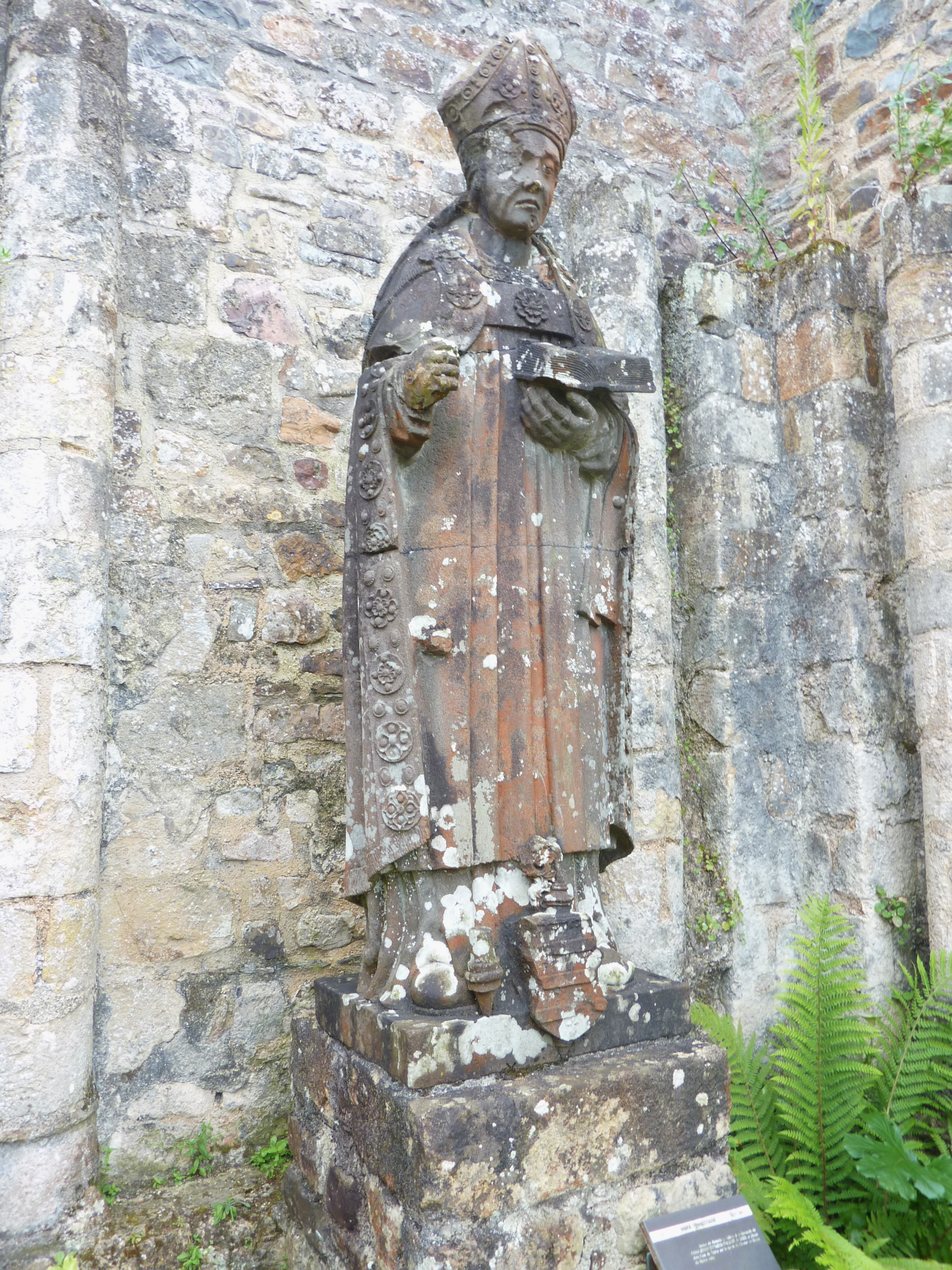
Statue en kersanton commandée par l'abbé Jehan du Vieux-Chastel, abbaye de Landévennec,  Finistère (1522).
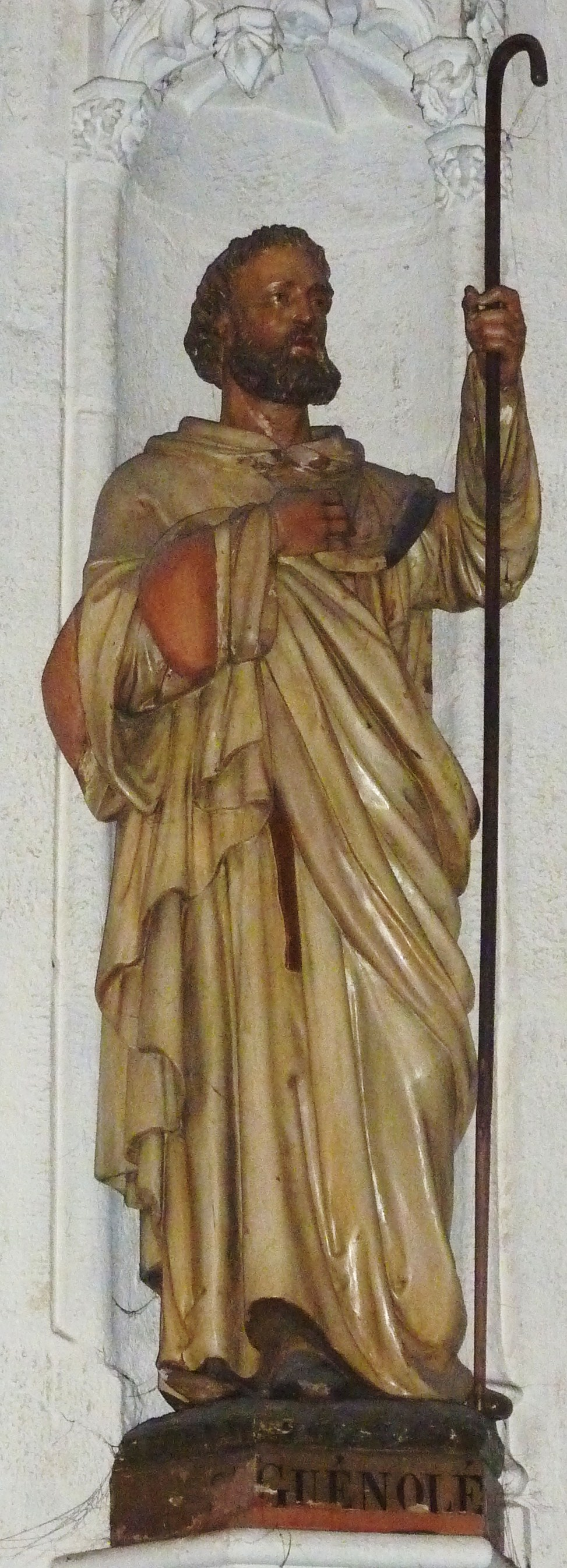
En la cathédrale Saint-Corentin de Quimper, Finistère.
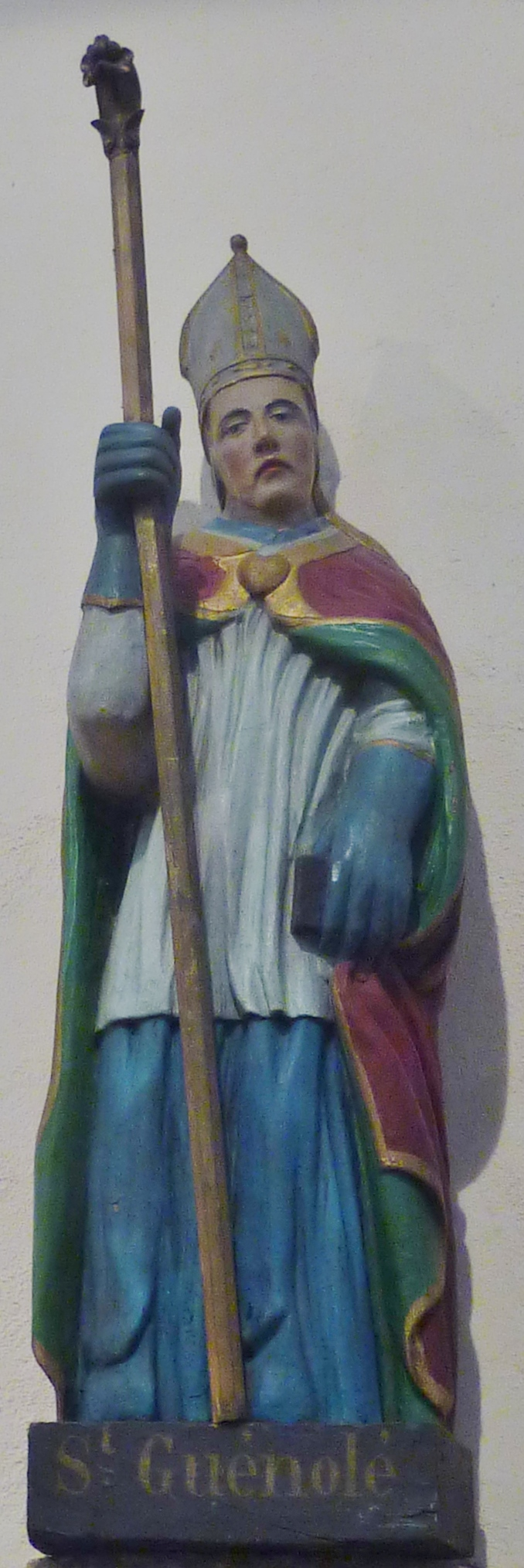
En l'église Saint-Joseph, Pont-Aven, Finistère.
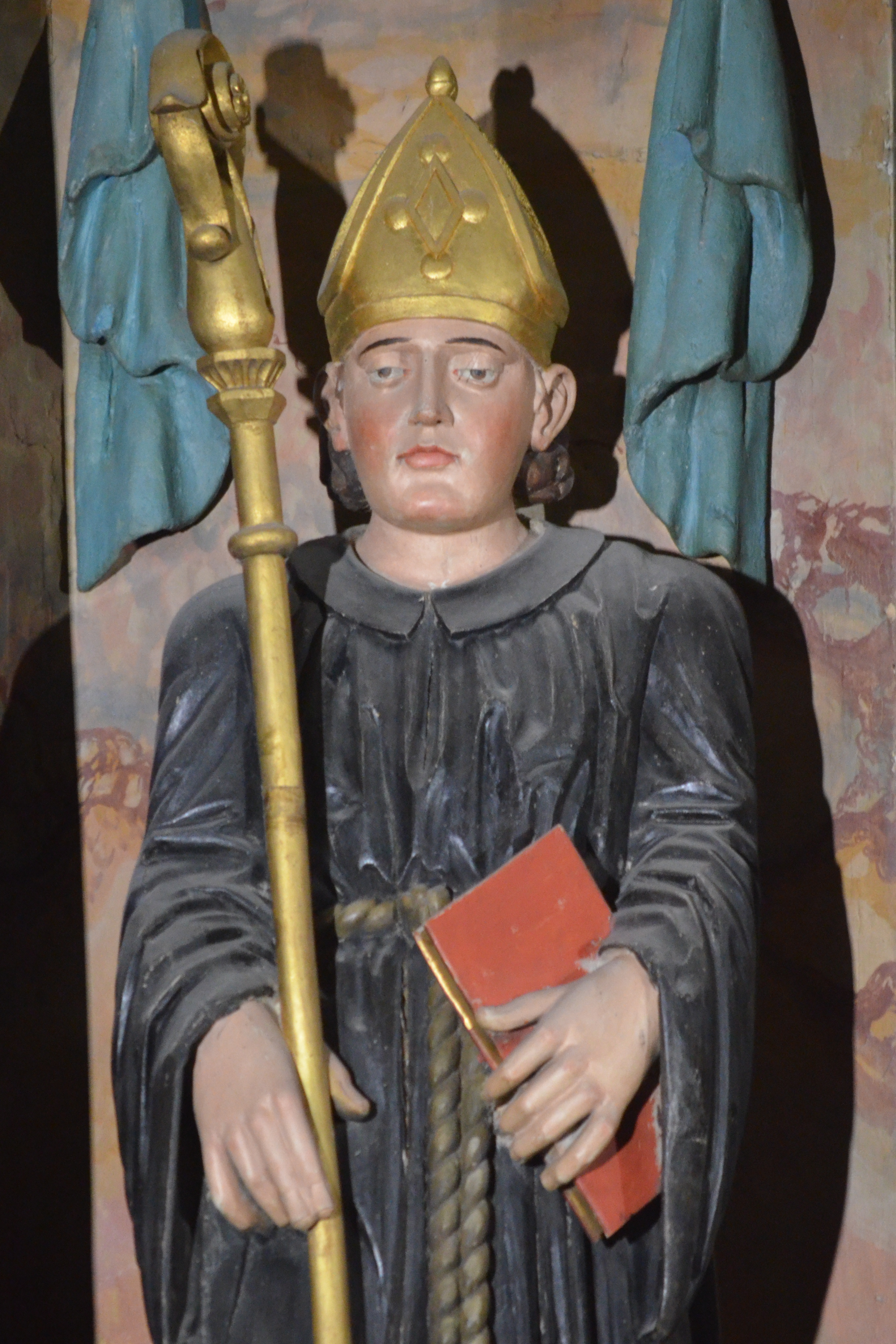
En l'église Saint-Guénolé de Batz-sur-Mer, Loire-Atlantique.
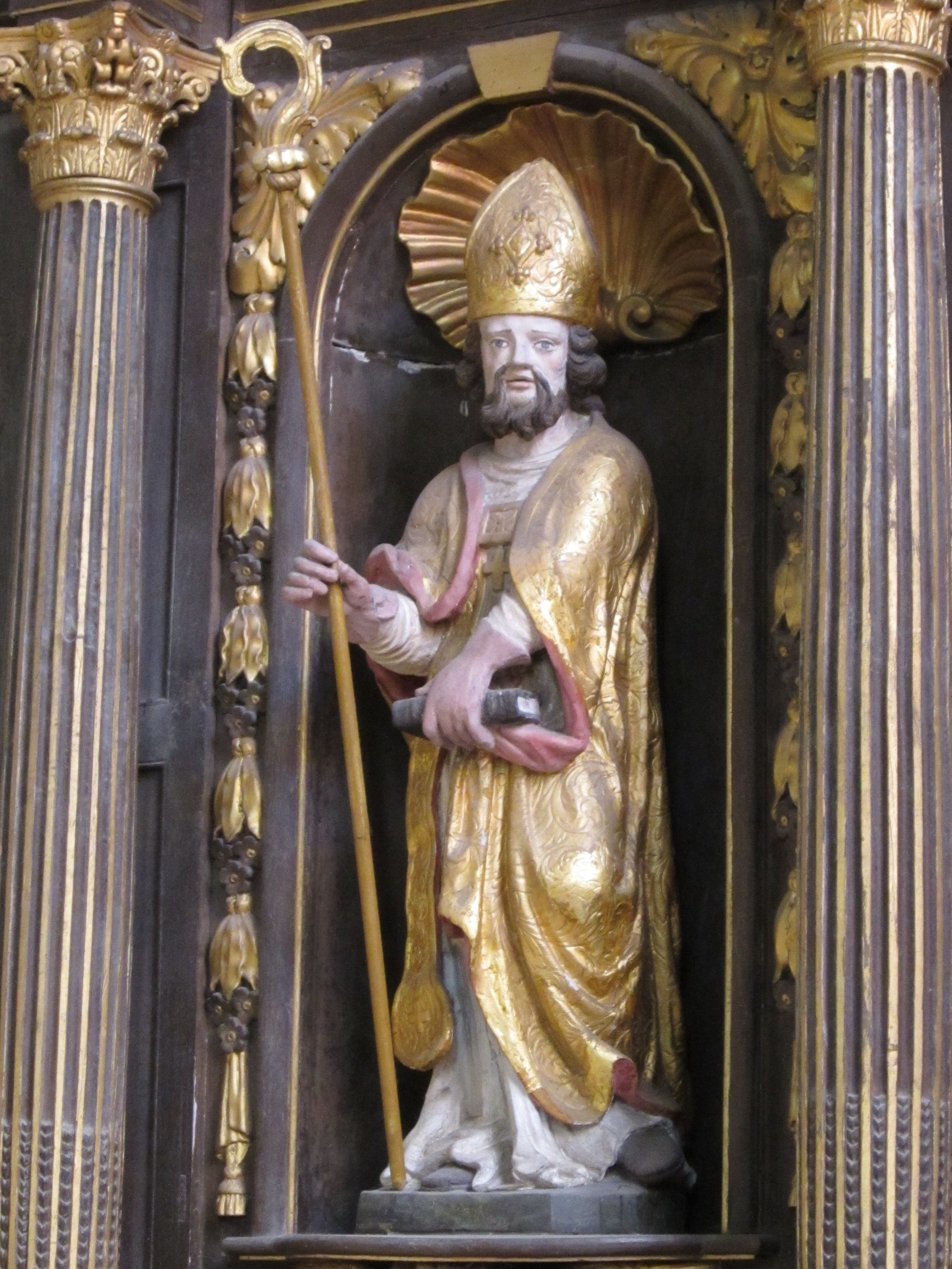
En l'église Saint-Guénolé de Batz-sur-Mer.
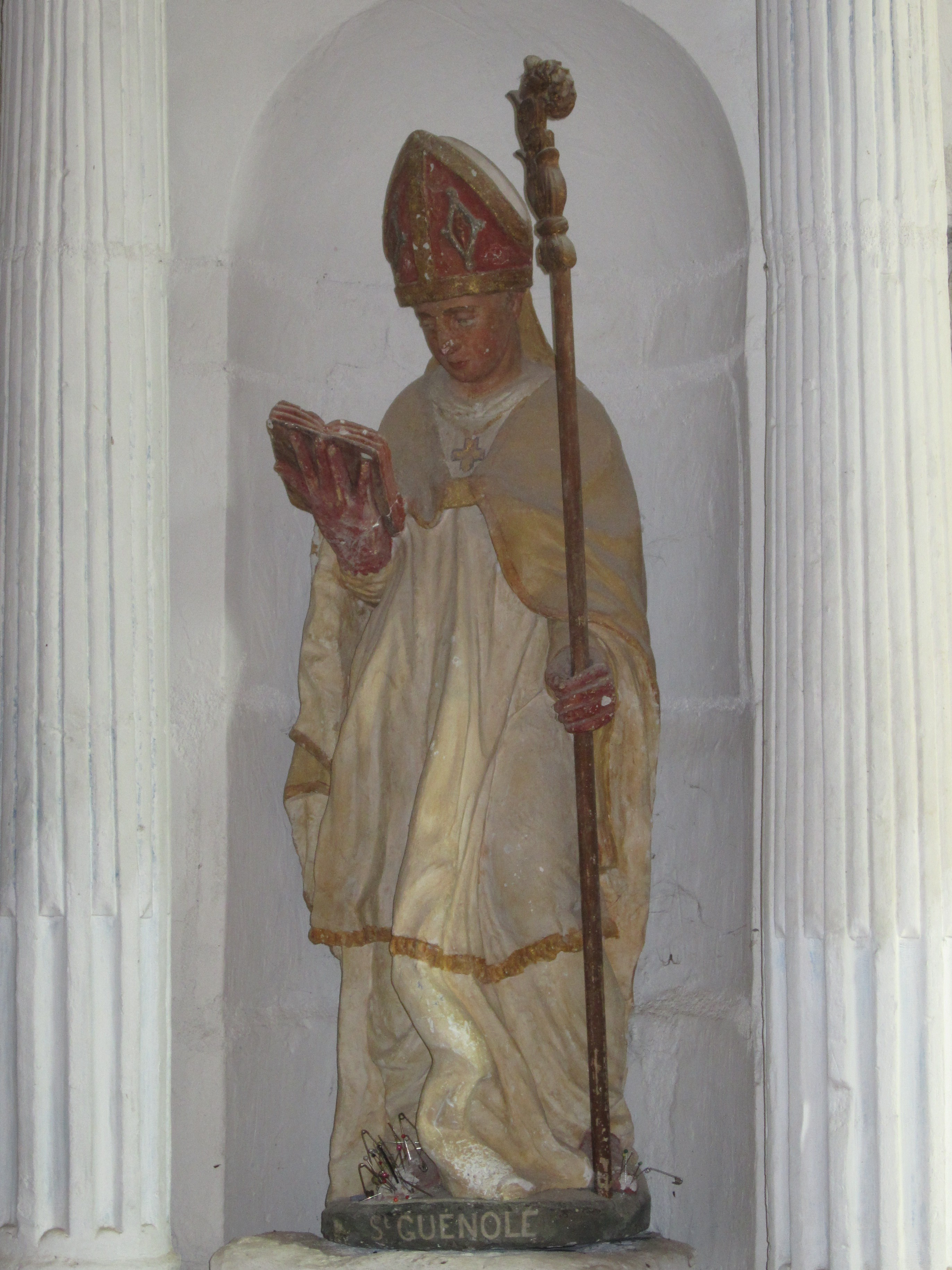
En la chapelle de Prigny (les Moutiers-en-Retz), Loire-Atlantique, les pieds.

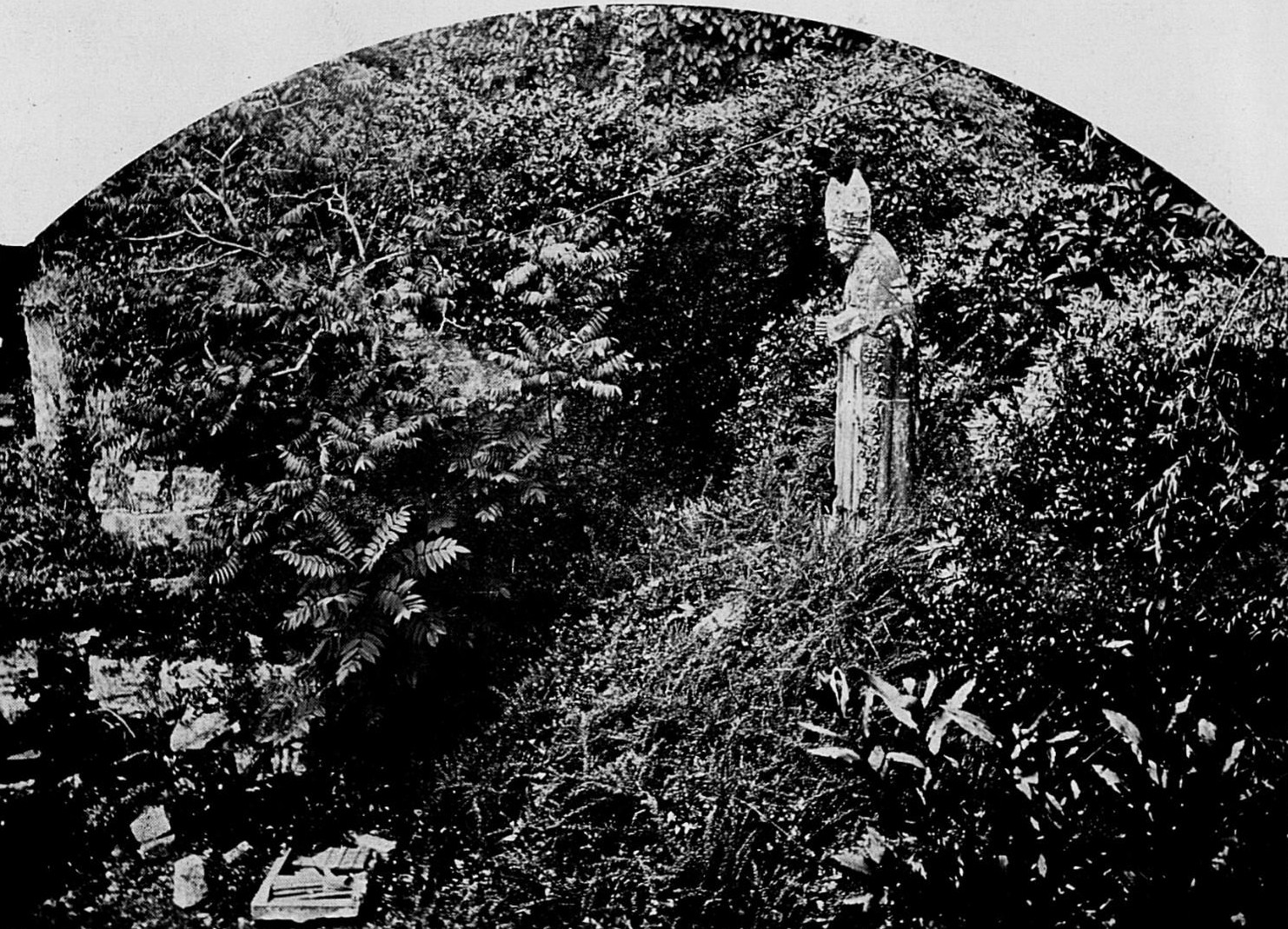
Statue de saint Guénolé dans les ruines de l'ancienne abbaye de Landévennec.
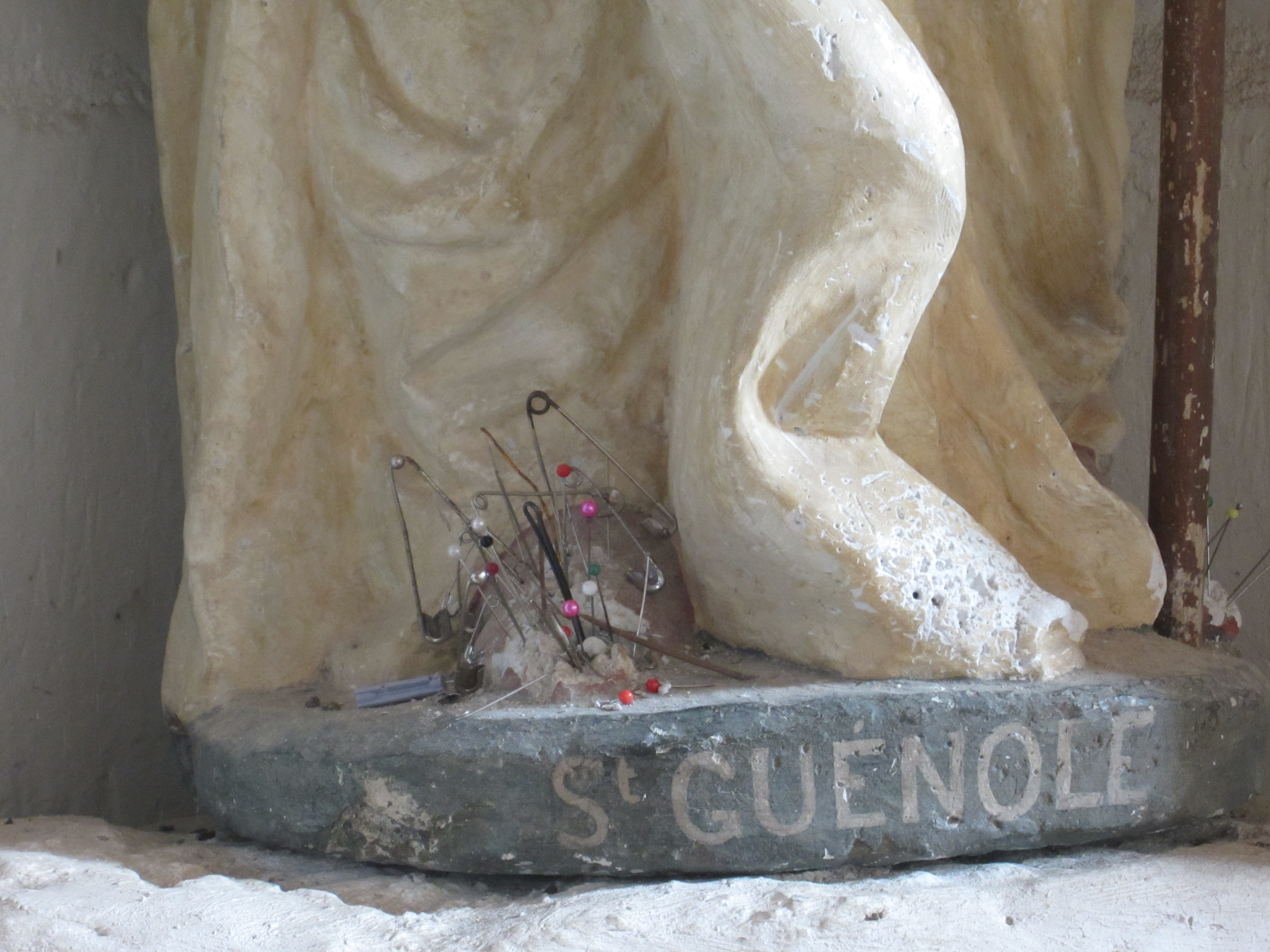
Détail des pieds piqués d'aiguilles probablement par des jeunes filles cherchant l'âme sœur (2012).

## Fête liturgique
Guénolé est fêté le 3 mars, jour de sa mort, et le 28 avril, jour du transfert de ses reliques.

## Dans la littérature
- Gwénolé apparaît dans la légende de la ville d'Ys (ou Is), et la littérature produite autour de cette légende ;
- C'est le personnage central du Mister sant Gwenole ;
- Il intervient dans le roman Ar gêr villiget de Yeun ar Gow ;
- Guénolé est un personnage récurrent dans la bande dessinée Les Druides (où il est nommé Gwénolé).

#### Ouvrages de synthèse
- Joseph-Claude Poulin, « Le dossier de Saint Guénolé de Landévennec (province de Bretagne) », Francia, vol. 23, no 1,‎ 1996, p. 167-205 (lire en ligne)
- (en) Peter Bartrum, A Welsh classical dictionary: people in history and legend up to about A.D. 1000, Aberystwyth, National Library of Wales, 1993 (ISBN 9780907158738), p. 735-736  Winwaloe, St. (480)
- Simon, M., La légende dorée de saint Guénolé ou Vie brève. Écrite par le moine Clément à Landévennec vers l’an 860, Landévennec/Châteaulin, Pax/éd. Jos Le Doaré, 1985, 32 p.
- Marc Simon, Louis Cochou et Armelle Le Huërou, Cartulaire de Saint-Guénolé de Landévennec, Presses Universitaires de Rennes / Société d’Histoire et d’Archéologie de Bretagne, 2015 (ISBN 978-2-7535-2725-6), « Traduction de la Vie longue de saint Guénolé par l’abbé Gurdisten »
- Marc Simon L'abbaye de Landévennec de saint Guénolé à nos jours Ouest-France , Rennes , 1985.
- Philippe Le Guillou, Guénolé ou le silence de l'Aulne, Éditions Dialogues, 2013 ;
- Michel Le Bourhis, Le Trésor de l'église de Locquénolé, Morlaix, Édition du Dossen, 1988, 32 p. (ISBN 2-906256-09-9).

#### Source primaire
- Wrdistenus Landevenecensis (rédaction du manuscrit) et Laura Albiero (rédaction de la notice BnF), « Vita et miracula sancti Winwaloei » (Cote : Latin 5610A), sur archivesetmanuscrits.bnf.fr, 2018 (consulté le 25 juillet 2022)

#### Bases de données et dictionnaires
- Notices d'autorité :   - VIAF
  - ISNI
  - IdRef
  - LCCN
  - GND
  - WorldCat